# Schimmelmannia
Schimmelmannia Schousboe ex Kützing, 1849  é o nome botânico de um gênero de algas vermelhas pluricelulares da família Acrosymphytaceae.

## Sinonímia
- Baylesia Setchell, 1912.

## Espécies
Atualmente 8 espécies são taxonomicamente aceitas:
1. Schimmelmannia bollei Montagne
2. Schimmelmannia dawsonii Acleto
3. Schimmelmannia elegans Baardseth
4. Schimmelmannia formosana W.-J.Yeh & C.C.Yeh
5. Schimmelmannia frauenfeldii Grunow
6. Schimmelmannia ornata Schousboe ex Kützing = Schimmelmannia schousboei
7. Schimmelmannia plumosa (Setchell) I.A.Abbott
8. Schimmelmannia schousboei (J.Agardh) J.Agardh
9. Schimmelmannia venezuelensis Ballantine, García, Gomez & M.J.Wynne